# 조선민주주의인민공화국산 석탄 대한민국 반입 사건
조선민주주의인민공화국산 석탄 대한민국 반입 사건은 유엔 안보리 제재 대상인 조선민주주의인민공화국산 석탄을 실은 제3국 국적의 운반선이 대한민국에서 여러 차례 환적하여 관련 의혹이 불거진 사건이다.

## 상세
관세청은 2017년 4월부터 일부 석탄 수입업체가 시세 차익을 노리고 북한산 석탄 반입을 시작했다고 밝혔으며, 이는 2017년 10월까지 이루어졌다. 10월 들여온 의혹을 받는 2척은 2018년 3월 안보리에서 '우범 선박 목록'에 오르기 전까지 대한민국 내에 추가로 11차례 들어왔지만 당국의 선박 검색을 받지 않고 출항한 것으로 확인됐다.
2018년 8월 9일, 대한민국 관세청은 적발된 업체를 관세법 위반과 사문서 위조 혐의로 관할 검찰인 대구지검에 송치하기로 하였다. 관세청은 일부 석탄 수입업체가  유엔 안보리의 금수 품목인 조선민주주의인민공화국산 석탄을 러시아산으로 속여 국내로 반입하였다고 주장했으나, 대한민국의 한 해운업체가 러시아 항구에서 계약한 서류에는 반입된 석탄이 '북한산'이라고 버젓이 적혀있는 것으로 알려졌다.
2019년 1월, 한국이 지난해 석유제품 약 343톤을 북한에 보내면서 유엔 안보리 대북제재위원회에 통보하지 않았다고 로이터통신이 2018년 12월 23일 북한 전문 매체 NK뉴스를 인용해 보도하면서 논란이 재점화되었다. 2017년에 채택된 UN 안보리 대북제재 결의안 제2397호에 따라, 회원국들은 매 30일마다 북한으로 보내졌거나 북한에 판매된 정제된 석유제품 규모를 제재위에 보고해야 한다.

## 배경

### 조선민주주의인민공화국 위기
2017년 조선민주주의인민공화국은 9월에 핵실험을 감행하고, 여러 차례 대륙간 탄도 미사일(ICBM) 발사에 성공하면서, 미국과 대한민국 영토에 대한 공격 위협을 하였다. 이같은 조선민주주의인민공화국 측의 위협에 미국 대통령 도널드 트럼프는 군사적 해법이 준비되어 장전되었다고 언급하며 경고하였다.

### 유엔의 대북 제재
조선민주주의인민공화국이 핵실험, 미사일실험을 할 때마다 다양한 유엔 안보리 결의가 채택되었으며, 그 결의들이 새로운 국제법을 형성해 조선민주주의인민공화국의 무역을 전면 봉쇄하였다. 조선민주주의인민공화국은 유엔 회원국이며, 유엔은 회원국의 국제법 위반시, 국제법 위반내용의 사실심 확정, 국제법 해석의 법률심 확정, 처벌 결정을 모두 유엔 안보리에 위임하고 있다.
유엔에서는 안전 보장 이사회 결의 제2321호, 제2371호, 제2375호를 통과시켜, 조선민주주의인민공화국에 대한 국제사회의 제재를 강화했다. 이 중 제2371호 결의안은  2017년 7월 화성 14호 시험발사에 대한 비군사적 제재 결의로, 조선민주주의인민공화국의 모든 석탄 수출을 금지했다. 유엔 안전 보장 이사회 결의 제2397호는 북한의 석탄 등 광물자원 밀반출・반입에 연루된 의혹이 있는 선박이 영해를 통과하고 있을 때는 '검색・나포・억류할 수 있다'고 규정하였다.

## 논란

### 대한민국 정부의 묵인 의혹
이에 세계일보는 정부가 국제사회가 오해할 소지를 차단할 필요성을 느껴, 북한산 석탄 유입 과정에 개입된 국내 기업 2곳과 금융기관 2곳에 대해 선제적 조치를 취하기로 했다.
반면, 미국 국무부는 "한국은 유엔 안보리 대북제재 결의를 해상에서 이행하는데 충실하고 신뢰할 수 있는 동반자"라고 밝히면서 북한 석탄 반입 업체를 조사 중이라는 한국 외교부 설명과 관련해, 한국의 제재 이행 노력을 높이 평가했다. 그리고 "한미는 북한 문제와 관련해 밀접하게 협력하고 있고, 북한에 대한 일치된 대응을 조율하기 위해 긴밀히 접촉하고 있다"고 말했다. 미국 국무부는 '한국 언론이 북한산 의혹 석탄의 반입과 관련해서 왜곡 보도하는 현 상황에 대해 큰 실망을 하고 있다'는 뜻을 밝히기도 했다.
수입업체 P사가 러시아산으로 서류를 위조했다는 관세청의 주장과는 달리, 해운업체 P사는 서류 위조 없이 러시아 홀름스크항에서 조선민주주의인민공화국산 석탄, 조선민주주의인민공화국 선박과 선원 등이 명시된 서류로 석탄을 대한민국으로 들여온 것으로 알려져, 정부가 부실하게 조사한 것 아니냐는 의혹이 불거졌다.

### 위반 기업 및 은행 제재 논란
적발된 수입업체에 대해, 미국 정계에서는 연루된 기업들이 대한민국 기업이더라도 세컨더리 제재(제3자 제재)를 부과해야 한다는 주장이 나오기도 했다. 하지만 수사 결과 발표 이후 미국 국무부는 한국이 신뢰할만한 파트너라는 반응을 보였고, 미국 국무부의 반응을 종합해보면 실제로 세컨더리 보이콧까지는 이뤄지지 않을 것이라는 관측도 제기되었다.
그러나 2018년 10월 국정감사에서 나경원 의원은 9월 미국 재무부가 대한민국 시중은행들에 직접 대북제재 준수를 요청한 부분을 거론하며, "미국에서는 이에 대해 명백한 경고라고 분석하고 있다. 미국 월가에서도 재무부가 은행이나 기업에 전화왔다하면 워치하고 있다는 신호이기 때문에 자금을 뺀다고 알고 있다"고 지적하여, 세컨더리 보이콧 가능성을 제기하였다. 이에 김동연 경제부총리는 "가정해서 말하는 것에 답하는 것은 적당하지 않다"면서도, 세컨더리 보이콧 가능성에 대해 "시나리오별로 준비하고 있다"고 답하였다.
한편, 10월 말에는, 미국 재무부가 11월 중간선거 직전에 국내 은행 1곳에 대해 조선민주주의인민공화국 송금 연루 건으로 세컨더리 보이콧 시행을 발표할 예정이고, 이 사실을 미리 파악한 외국인 투자가들이 국내 주식을 매도해 최근 증시가 폭락하고 있다는 내용이 담긴 증권가 정보지가 돌아 파장이 일었다. 이게 사실이라면 은행이 파산할 수도 있는 중대한 문제이므로, 금융당국은 제재에 필요한 계좌 특정 절차가 없었다고 서둘러 진화에 나섰다. 그러나 미 재무부가 국내 7개 은행에 직접 전화를 걸어 대북제재 준수를 요청한 만큼 무시할 수도 없는 문제라, 금융권이 발칵 뒤집히는 사태가 발생하였다.

## 같이 보기
- USCGC 버솔프
- 와이즈 어니스트 압류 사건
- 나진-하산 프로젝트